# Farväl till sommaren
Farväl till sommaren, är en visa med text och musik av Lars Berghagen.
Berghagen skrev låten en sensommardag i Fjällbacka i Bohuslän, och den handlar om längtan efter nästa sommar när hösten kommer till Sverige. Låten ingick i en av Lasse Berghagens krogshower på Berns. Farväl till sommaren blev en stor framgång för Sven-Ingvars som sjöng in den på skiva 1976. De släppte den samma år på singel, med "Då gör vi så" som B-sida,  och deras version låg 11 veckor på Svensktoppen 1976-1977, varav på en förstaplats.
Även Lasse Berghagen själv har spelat in låten på skiva, på albumet Jag ville bli någon 1976, liksom Roland Cedermark på albumet Roland Cedermark spelar vackra visor 1993 .
Låten spelades även in av Sten & Stanley på albumet Musik, dans & party 1985. 

### Fotnoter
1. ↑  ”Svensk mediedatabas”. http://smdb.kb.se/catalog/id/001881331. Läst 30 maj 2011.
2. ↑  Svensktoppen - 1977
3. ↑  Information i Svensk mediedatabas.
4. ↑  Information i Svensk mediedatabas.
5. ↑  ”Svensk mediedatabas”. Arkiverad från originalet den 11 november 2013. https://web.archive.org/web/20131111193440/http://smdb.kb.se/catalog/id/001890351. Läst 30 maj 2011.